# Strong Woman Do Bong-soon
Strong Woman Do Bong-soon (Hangul: 힘쎈여자 도봉순; RR: Himssen-yeoja Dobongsun) és una sèrie de televisió sud-coreana del 2017 protagonitzada per Park Bo-young en el paper principal de dona amb força sobrehumana, amb Park Hyung-sik i Ji Soo. Es va emetre a JTBC del 24 de febrer al 15 d'abril de 2017.